# Chrysocephalum semipapposum
Chrysocephalum semipapposum là một loài thực vật có hoa trong họ Cúc. Loài này được (Labill.) Steetz mô tả khoa học đầu tiên năm 1845.